# Рождественская история (фильм, 2007)
«Рожде́ственская исто́рия» (фин. Joulutarina) — финский художественный фильм 2007 года. Этот фильм — история о том, как мальчик, лишившийся родителей, становится Санта-Клаусом. Финская премьера этого фильма состоялась 16 ноября 2007 года. Фильм преимущественно снимался в местечке Утсйоки в Финляндии.

## Сюжет
Давным-давно в маленькой рыбацкой деревне в Лапландии у маленького мальчика по имени Николас трагически погибают родители и младшая сестрёнка: они провалились под лёд. Жители деревни берут мальчика на своё попечение. При этом на общем совете они решают, что мальчик должен жить по очереди в каждой семье по одному году — от рождества до рождества. В благодарность Николас перед уходом дарит детям из тех семей, где он жил, прощальные подарки — самодельные игрушки. Постепенно число тех, кому он дарит подарки, становится таким большим, что подарков приходится делать целый мешок.
Но вот наступает голодная зима, и на очередном совете оказывается, что ни одна семья не может взять мальчика на новый год. Жители вынуждены отдать мальчика на воспитание старому сварливому плотнику в отдаленный хутор. Плотник берет мальчика в подмастерья, заинтересовавшись его талантом к резьбе по дереву, и учит его премудростям плотницкого дела. Мальчик прилежно трудится и вырастает хорошим плотником, но при этом продолжает ездить в свою родную деревню и тайно кладет детям подарки. Его учитель не одобряет увлечение Николаса, но и не препятствует ему. К этому времени его сверстники — те, кому он дарил игрушки будучи маленьким мальчиком, уже давно выросли, и теперь Николас дарит подарки уже их детям.
Однажды за старым плотником приезжают сыновья, которых он давно не видел, чтобы забрать отца в город. Николасу остается мастерская и все накопления его учителя. Тогда Николас решает, что подарки должны получать все дети в деревне. Но детей в деревне уже так много, что Николасу приходится работать весь год, живя лишь на накопления его учителя. Он покупает себе оленей, чтобы в их упряжке возить детям подарки. Но выясняется, что олени любят красный цвет и слушаются хозяина, только если он в красной одежде. Николас шьет себе нарядный красный костюм и в нём каждое рождество приезжает в деревню оставлять детям подарки. Дети не узнают в нём плотника Николаса, и постепенно образ старика в красном на оленях начинает обрастать легендами.
Однажды у близкого друга Николаса пропадает дочь Аада. Её ищут всей деревней несколько дней и решают, что она умерла, замерзнув в лесу. Возвращаясь домой, Николас находит её в своей мастерской. Выясняется, что девочка доехала туда на его оленьей упряжке. Отныне они становятся друзьями: Аада узнаёт секрет и помогает Николасу в его нелегком труде — составляет списки, упаковывает подарки. Так продолжается много лет до самой глубокой его старости.
Очередной раз придя в мастерскую вместе со своим мужем Аада обнаруживает, что Николас исчез, оставив ей лишь маленькую шкатулку с посланием. Вместе с Николасом исчезают и все подарки из его мастерской. Но вот наступает рождество, и вновь кто-то раскладывает детям подарки. Аада с мужем видят упряжку с оленями, улетающую в небо.

## В ролях
| Актёр                | Роль                  |
| -------------------- | --------------------- |
| Ханну-Пекка Бьоркман | Николас (Санта-Клаус) |
| Отто Густавссон      | Николас в детстве     |
| Кари Ваананен        | Иисакки               |
| Минна Хаапкюля       | Кристиина             |
| Микко Леппилампи     | Ханнус                |
| Микко Коуки          | Ээмели                |
| Лаура Бирн           | Аада                  |
| Антти Туиску         | Микко                 |
| Матти Ристинен       | Эйнари                |
| Вилле Виртанен       | Хенрик                |
| Матти Расилайен      | Херманни              |

## Интересные факты
- Имя главного героя — Николас. Санта-Клаус (англ. Santa Claus) переводится как «Святой Николас». Кроме того, герой по внешнему виду полностью соответствует образу Санта-Клауса: надевает аналогичный наряд и ездит на упряжке, запряженной оленями. Тем не менее, в фильме ни разу явно не указывается на то, что главный герой — Санта-Клаус.
- В поздней финской традиции существует рождественский дед — аналог Санта-Клауса — Йоулупукки (фин. Joulupukki), который выглядит так же, как Санта-Клаус и также живёт в Лапландии. Тем не менее имя главного героя (см. выше) дает нам понять, что речь идёт именно о Санта-Клаусе.
- Когда плотник приводит Николаса к себе в дом, он даёт ему новое имя — Йули, что является отсылкой к Йоулупукки (фин. Joulupukki), аналогу Санта-Клауса в финском фольклоре.